# جيمس أ. كوربيت
جيمس أ. كوربيت (بالإنجليزية: James A. Corbett)‏ هو ناشط حقوق الإنسان وفيلسوف ونحال أمريكي، ولد في 8 أكتوبر 1933، وتوفي في 2 أغسطس 2001.